# ایلچیمبتوو
ایلچیمبتوو (انگلیسی: Ilchimbetovo) یک شهرک در شهرستان تویمازینسکی استان باشقیرستان کشور روسیه است.